# Brusselsestraat (Leuven)

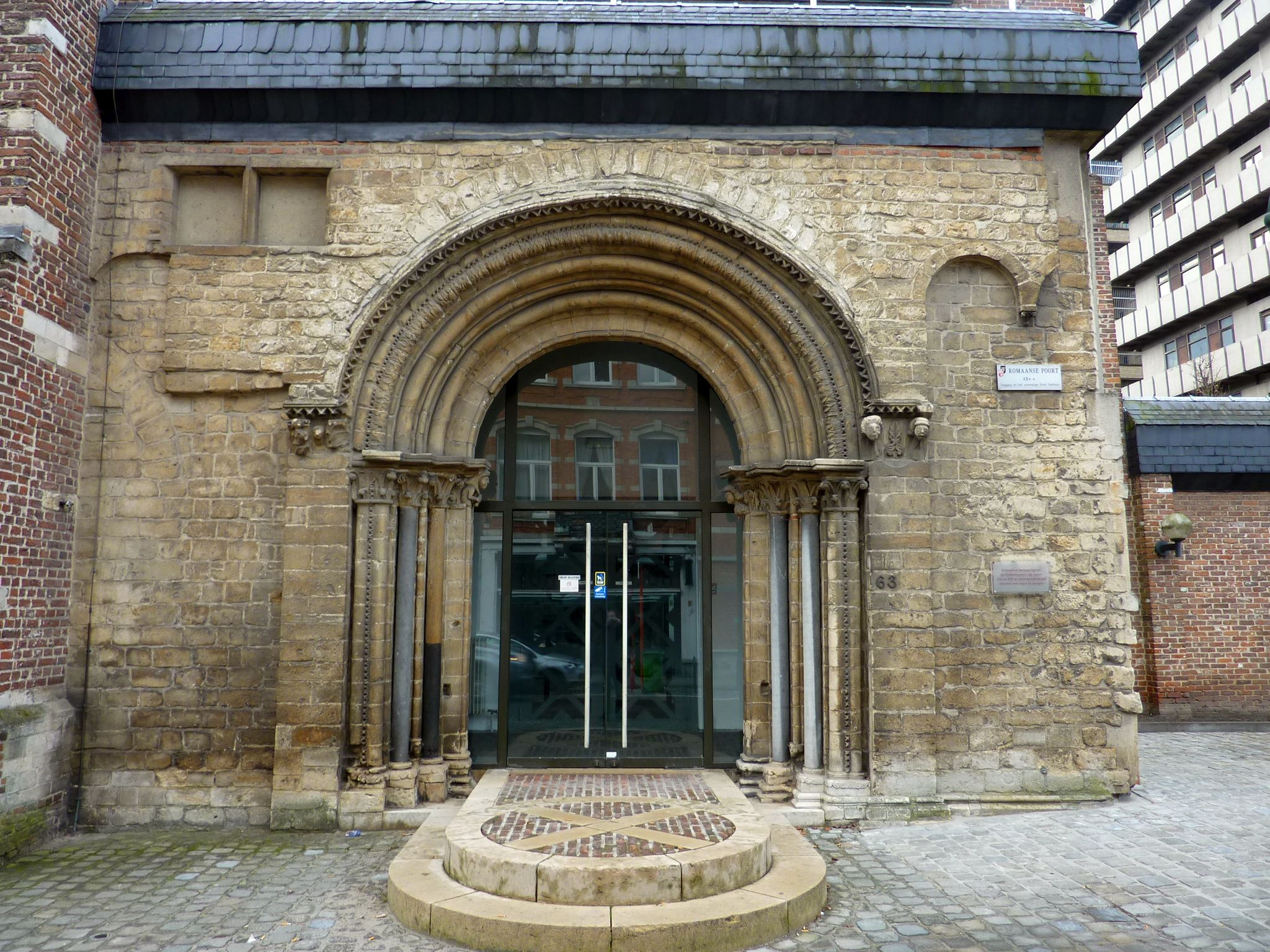
Romaanse Poort in de Brusselsestraat, voormalig gasthuis

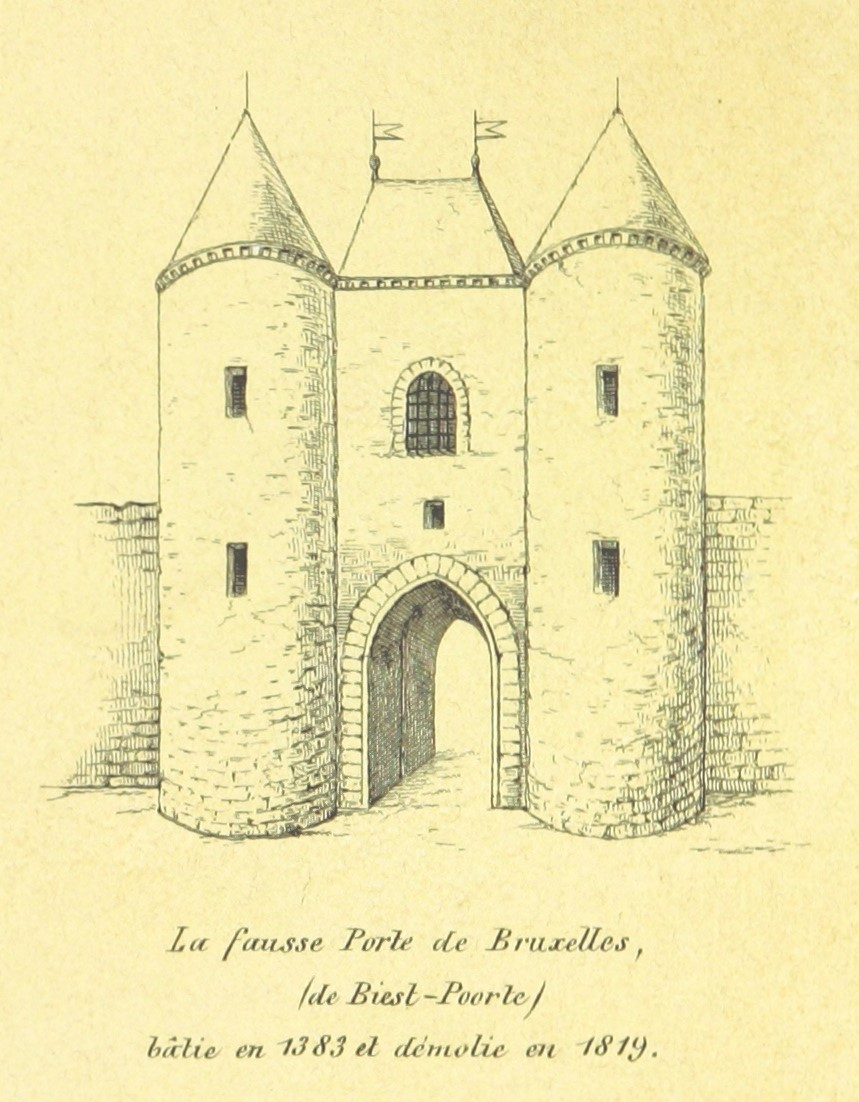
Biestpoort, van de zijde van de Bieststraat gezien (Edward Van Even, 19e eeuw)

De Brusselsestraat is een straat in de stad Leuven (België). Ze loopt van de Grote Markt, in het midden van de stad, naar het westen, richting Brussel. De naam Brusselsestraat dateert van de tijd der Oostenrijkse Nederlanden. Tevoren bestond de straat uit drie stukken, van centraal naar perifeer, met elk een aparte naam: de Steenstraat, de Bieststraat en de Wijngaardstraat.

## Historiek
1. Het oudste stuk was de Steenstraat, zo genoemd omdat zij in de middeleeuwen de enige geplaveide straat in Leuven was. Ze loopt van de Oude Markt van Leuven naar de 12e-eeuwse ringmuur, met de Biestpoort en de Handbooghof. Reeds in de Middeleeuwen stond er het Sint-Elisabethgasthuis, bekend met zijn typische Romaanse Poort. Tot de 1e Wereldoorlog waren er meerdere brouwerijen gevestigd. Tegenover de Romaanse Poort stond in het ancien régime het College van de Duitse Orde.
2. Het middelste stuk was de Bieststraat. De Bieststraat liep van de Biestpoort naar de Blauwe Hoek, ook Wolmarkt genoemd in de Middeleeuwen. De Bieststraat droeg haar naam omwille van het Biestplein, het plein naast het kerkhof van de Sint-Jacobskerk waar de straat langs liep. Ook in de Bieststraat en de Blauwe Hoek waren er meerdere brouwerijen gevestigd, en dit tot in de 19e eeuw. Ook waren er talrijke stegen en steegjes links en rechts in de Bieststraat.
Tot in de Oostenrijkse tijd gingen de Leuvenaars naar Brussel, via de Blauwe Hoek, door de Goudsbloemstraat (oude naam: Goudbeursstraat of Goutborstraete), door de Tervuursestraat (oude naam: Groefstraat) naar de Tervuursepoort of Oude Brusselsepoort genoemd.
3. Het buitenste stuk was de Wijngaardstraat. Het was een kleine weg die klom van de Blauwe Hoek naar de Brusselsepoort (oude namen: Wijngaardpoort; Vilvoordse poort), de poort van de 14e-eeuwse ringmuur. Zoals de naam van de straat aangaf, liep deze weg door de wijngaarden aangeplant op de westelijke heuvels van de stad. Hier waren enkele kloostergebouwen opgetrokken. Toen de Oostenrijkers de Brusselsesteenweg lieten aanleggen (18e eeuw), werd de naam van de toegangspoort tot de stad de Brusselsepoort. De Wijngaardstraat werd rechtgetrokken, want deze kronkelde op de heuvel.
Sinds de tijd van de Oostenrijkse Nederlanden kregen de drie straten éénzelfde naam: de Brusselsestraat.